# 왕두에포드랑현

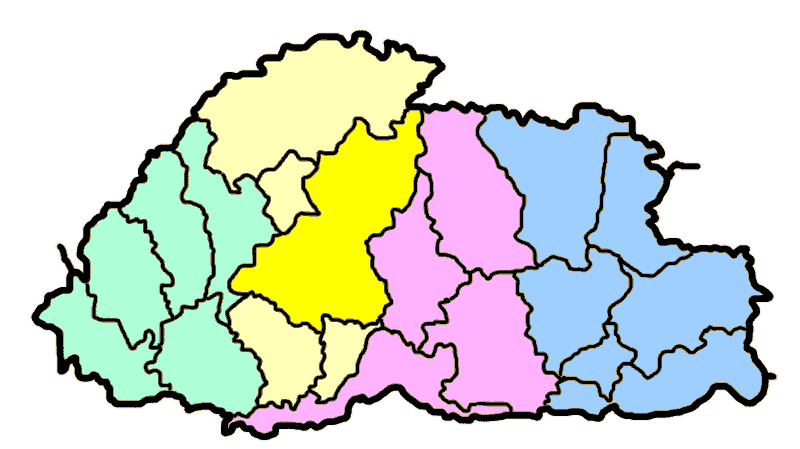
왕두에포드랑 현의 위치

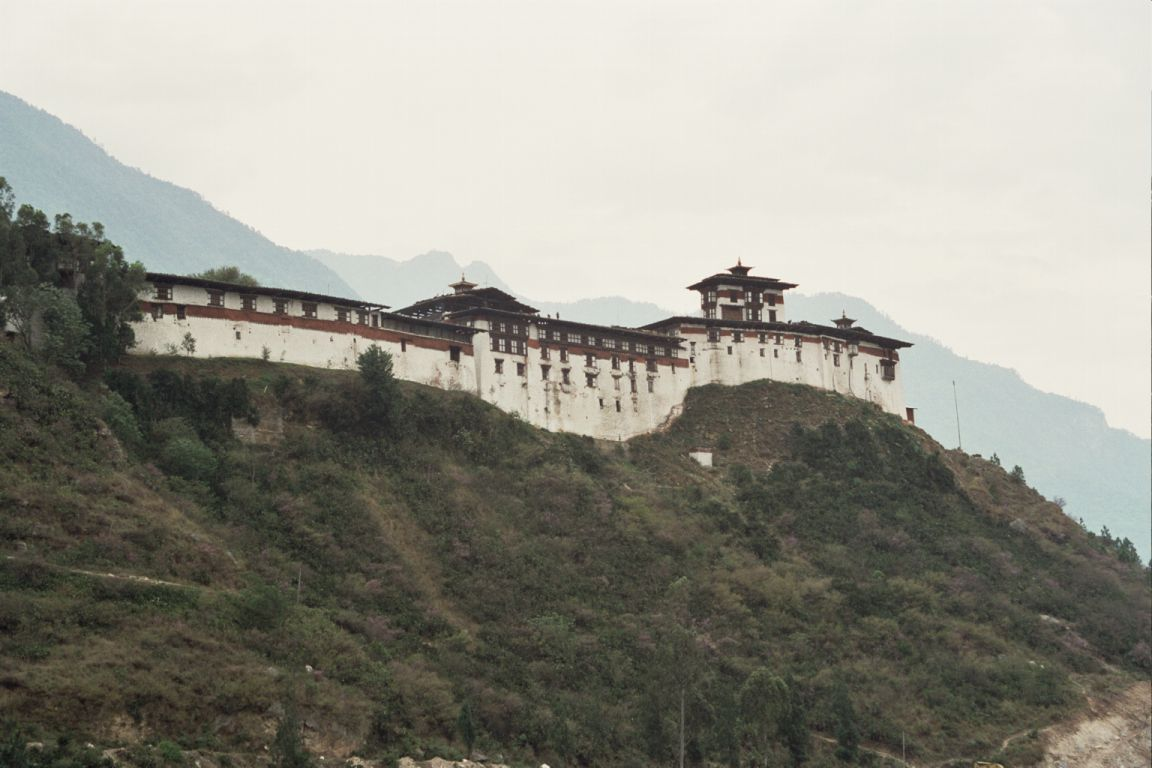
왕두에포드랑 성

왕두에포드랑현(종카어: དབང་འདུས་ཕོ་བྲང་རྫོང་ཁག་)은 부탄을 구성하는 20개 현(종카그) 가운데 하나로, 현청 소재지는 왕두에포드랑이며 면적은 4,181km2, 인구는 31,135명(2005년 기준)이다. "왕두에"("Wangdue")는 종카어로 "통일"을 뜻하며 "포드랑"("Phodrang")은 "궁전"을 뜻한다.
15개 게워그(아탕, 브제나, 다가, 당추, 강테, 가세초곰, 가세초옴, 카지, 나히, 니쇼, 팡유엘, 폽지, 루에피사, 세푸, 테드초)를 관할하며 남쪽으로는 다가나 현과 치랑 현, 동쪽으로는 트롱사 현과 인접해 있고 서쪽으로는 팀부 현과 푸나카 현, 북쪽으로는 가사 현과 중국 티베트 자치구와 인접해 있다.

## 같이 보기
- 종카그